# Kanton Luynes
Kanton Luynes (francouzsky Canton de Luynes) je francouzský kanton v departementu Indre-et-Loire v regionu Centre-Val de Loire. Tvoří ho pět obcí.

## Obce kantonu
- Fondettes
- Luynes
- La Membrolle-sur-Choisille
- Mettray
- Saint-Étienne-de-Chigny